# Lü Yuanyang
Lü Yuanyang (呂遠洋T, 吕远洋S, Lǚ YuǎnyángP; Sichuan, 22 giugno 1983) è una ginnasta cinese, vincitrice della medaglia d'argento nel concorso a squadre di ginnastica ritmica alle olimpiadi di Pechino.

## Palmarès
- Giochi olimpici estivi

Pechino 2008: argento nel concorso a squadre